# Ribafria e Pereiro de Palhacana
Ribafria e Pereiro de Palhacana (llamada oficialmente União das Freguesias de Ribafria e Pereiro de Palhacana) es una freguesia portuguesa del municipio de Alenquer, distrito de Lisboa.

## Historia
Fue creada el 28 de enero de 2013 en aplicación de una resolución de la Asamblea de la República de Portugal promulgada el 16 de enero de 2013 con la unión de las freguesias de Pereiro de Palhacana y Ribafria, pasando su sede a estar situada en la antigua freguesia de Ribafria.

## Demografía
| Gráfica de evolución demográfica de Ribafria e Pereiro de Palhacana entre 2011 y 2021 |
|                                                                                       |
| Datos según el nomenclátor publicado por el INE portugués.                            |